# Акмолинская область
Акмо́линская о́бласть (каз. Ақмола облысы / Aqmola oblysy) — область в Северном Казахстане. Анклавом, окружённым территорией области, является столица Казахстана Астана (ранее — Акмолинск), административно не входящая в область.
Административный центр: город Кокшетау (с 1999 года).
Граничит на западе с Костанайской, на севере — с Северо-Казахстанской, на востоке — с Павлодарской и на юге — с Карагандинской областями.
Область расположена в непосредственной близости к таким регионам России, как Урал, Тюменская, Томская, Омская и Новосибирская области, с которыми имеются установленные долговременные экономические связи, нарабатываются новые. Получают дальнейшее развитие экономические связи с соседними регионами Казахстана. Сохраняется тенденция расширения рынка сбыта продукции, производимой в области.
Акмолинская область — аграрно-промышленный регион. (см. «Освоение целины»)

## География

### Рельеф
Акмолинская область занимает западную окраину Казахской складчатой страны между горами Улытау на юго-западе и Кокшетаускими высотами на севере.
Общий уклон местности — с востока на запад. В том же направлении среднюю часть Акмолинской области пересекает долина реки Ишима, поворачивающая круто на север невдалеке от западной границы области. По характеру рельефа Акмолинскую область можно разделить на 3 части: северо-западную — равнинную, юго-западную — равнинную с отдельными холмами и восточную — возвышенную часть Казахской складчатой страны.
Северо-западная часть (прилегающая к долине Ишима, на участке её поворота к северу) представляет равнинное плато, расчленённое сухими оврагами и балками. К долине Ишима плато обрывается уступом. В юго-западной части Акмолинской области (южнее р. Ишима) простирается повышенная равнина. На ней разбросаны многочисленные холмы с плоскими вершинами, а в понижениях между холмами — мелководные солёные и пресные озёра различной величины. На востоке Акмолинской области — та часть Казахской складчатой, некогда горной, страны, выровненной процессами разрушения (денудации), в которой сохранился сложный комплекс холмов, гряд и увалов с мягкими очертаниями склонов, называемых здесь сопками (так называемый мелкосопочник). Относительная высота сопок от 5—10 м до 50—60 м и реже до 80—100 м. Форма и размеры холмов изменяются в зависимости от состава слагающих пород. Наиболее высокие с округлыми вершинами сопки сложены обычно гранитами, сопки с ещё более пологими склонами и мягкоконтурными вершинами — порфирами и, наоборот, островерхие сопки, как правило, — кварцитами. Замкнутые котловины между сопками, размерами от нескольких десятков метров до нескольких десятков километров в диаметре, часто заняты озёрами. Крайняя северо-восточная часть Акмолинской области лежит в пределах Западно-Сибирской низменности.
Наивысшая точка в Акмолинской области — гора Кокше, высота 947 метров над уровнем моря, наименьшая — 67 метров — озеро Шолаксор.

### Климат
В Акмолинской области климат резко континентальный, засушливый, с жарким летом и холодной зимой. Относится к Западно-сибирской климатической области умеренного пояса. Суточные и годовые амплитуды температур очень велики. Весна и осень выражены слабо. Солнечных дней много, количество солнечного тепла, получаемого летом землёй, почти столь же велико, как в тропиках. Облачность незначительна. Годовые осадки уменьшаются с севера на юг, максимум их приходится на июнь, минимум — на февраль. Снеговой покров удерживается в среднем 150 дней. Ветры в Акмолинской области довольно сильные. На территории области наблюдались самые низкие значения температуры воздуха для всего Казахстана (Атбасар — 57°С, Астана −52°С).

### Гидрография
Водами Акмолинская область бедна. Реки мелководны, несудоходны, питаются за счёт талых вод и в меньшей степени — грунтовых источников. Летом реки часто пересыхают, вода в них становится соленоватой. Главные реки Акмолинской области: Есиль (Ишим (приток Иртыша) и его притоки: Терс-Аккан — слева, Жабай, Колутон и др. — справа. Многие реки оканчиваются в бессточных озёрах (реки Нура, Селенты, Уленты). Десятки озёр занимают котловины мелкосопочника и возвышенной равнины Акмолинской области. Наибольшие из них — солёные озёра Тенгиз (недалеко от границы с Карагандинской областью) около 40 км шириной, Калмык-Коль и др., меньшие по размерам — пресноводные Ала-Коль, Шоинды-Коль и многие др. Благодаря низменным берегам многие озёра меняют свои очертания при сильных ветрах.
Почвенно-растительный покров Акмолинской области представлен степями и отчасти полупустынями. В зависимости от рельефа и подстилающих пород почвенные комплексы и растительные ассоциации чрезвычайно пестры и разнообразны. К северу от Ишима расположены разнотравно-злаковые степи на южных чернозёмах с большим количеством солонцов по понижениям и скелетных почв по сопкам. Растительность засухоустойчива, представлена ковылями, типчаком, а по возвышенностям нередко встречаются сосновые боры. Всю западную треть Акмолинской области (проникая вдоль долины р. Ишима на восток до города Астана) занимают злаковые степи на тёмно-каштановых почвах. Задернованность почв здесь составляет всего 30-40 %. К востоку от города Астана в почвенном покрове значительную роль начинают играть солонцы, а в растительности — полыни и типчаки. В южной части Акмолинской области в районе озера Тенгиз на солонцах и солончаках распространяется несомкнутый покров полыней и типчаков.

## История
На территории Акмолинской области в XIX веке проживали племена Среднего жуза: Аргыны (роды Куандык, Суйиндик, Канжыгалы, Карауыл, Таракты, Атыгай), Кереи (Курсары, Аксары).
Один из значительных этапов переселения на территории современной Акмолинской области пришёлся на конец XIX—начало XX веков и связан в первую очередь с открытием Сибирской железной дороги и Столыпинской аграрной реформой. Именно в этот период и был заложен фундамент украинской общины в Казахстане.
По результатам этих переселений украинцы составляли большинство населения северных регионов Казахстана на обширной территории Степного края, именуемый в историографии как «Серый Клин».
14 октября 1939 года Указом Президиума Верховного Совета СССР из частей Карагандинской и Северо-Казахстанской областей образована Акмолинская область. В её состав вошли: из Карагандинской области — город Акмолинск и 4 района (Акмолинский, Вишневский, Новочеркасский и Эркеншиликский); из Северо-Казахстанской области — город Степняк и 11 районов (Арык-Балыкский, Атбасарский, Зерендинский, Есильский, Калининский, Макинский, Молотовский, Рузаевский, Сталинский, Щучинский и Энбекшильдерский). 16 октября 1939 года был образован 16-й район — Шортандинский.
15 марта 1944 года Арык-Балыкский, Зерендинский, Рузаевский, Щучинский и Энбекшельдерский районы были переданы в новую Кокчетавскую область.
14 сентября 1954 года из Акмолинской области в Кокчетавскую был передан город Степняк. 22 октября 1955 года были образованы Баранкульский и Кийминский районы. 30 июля 1957 года Молотовский район был переименован в Балкашинский. 26 декабря 1960 года Акмолинская область упразднена, территория области вошла в состав Целинного края.
20 марта 1961 года город Акмолинск был переименован в Целиноград.
24 апреля 1961 года была образована Целиноградская область с центром в Целинограде. В состав области вошли районы: Атбасарский, Балкашинский, Баранкульский, Вишневский, Есильский, Калининский, Кийминский, Кургальджинский, Макинский, Новочеркасский, Сталинский, Целиноградский, Шортандинский и Эркеншиликский. 18 ноября Сталинский район был переименован в Ленинский.
2 января 1963 года было введено новое административное деление. Целиноградская область стала делиться на 10 сельских районов (Алексеевский (бывший Ленинский), Астраханский (бывший Новочеркасский), Атбасарский, Балкашинский, Державинский, Ерментауский (бывший Еркеншиликский), Есильский, Жаксынский, Кургальджинский, Целиноградский) и 1 промышленный район (Жолымбетский).
31 декабря 1964 года были восстановлены Вишневский и Макинский районы, Жолымбетский промышленный район был упразднён. 19 октября 1965 года Целинный край был упразднён, область снова непосредственно вошла в состав Казахской ССР. 31 января 1966 года был восстановлен Шортандинский район, а 28 мая образован Жанадалинский район.
23 ноября 1970 года Державинский, Есильский, Жаксынский и Жанадалинский районы были переданы в новую Тургайскую область. 4 декабря был образован Краснознаменский район. 25 декабря 1973 года были образованы Мариновский и Селетинский районы. 15 февраля 1977 года был образован Тенгизский район.
Указом Президиума Верховного Совета КазССР от 18 июля 1985 года Тенгизский район был передан в состав Карагандинской области (ныне часть Нуринского р-на Карагандинской области). 9 июля 1988 года Мариновский район был упразднён и его территория была передана в Макинский район.
В 1992 году Целиноград переименован в Акмолу (с 1998 по 2019 год — Астана, с 2019 по 2022 год — Нур-Султан, с 2022 года — Астана), а область — в Акмолинскую.
28 февраля 1997 года был упразднён Селетинский район (Указ Президента РК №3370 от 28.02.1997, территория упразднённого Селетинского района передана в Ерейментауский район). 22 апреля из упразднённой Тургайской области в Акмолинскую были переданы Державинский, Жаксынский, Жанадалинский, Есильский и Кийминский районы. 23 июля Жанадалинский (территория передана в Жаркаинский район) и Кийминский районы были упразднены. 14 ноября Алексеевский район был переименован в Аккольский, Балкашинский — в Сандыктауский, Вишневский — в Аршалынский, Краснознаменский — в Егиндыкольский, Макинский — в Буландынский, Державинский — в Жаркаинский. Изменена транскрипция в написании Ерментауского на Ерейментауский район, Кургальджинского — на Коргалжинский район.
10 апреля 1999 года 3 южных района Северо-Казахстанской области (Зерендинский, Щучинский, Енбекшильдерский, до 1997 года входивших в упразднённую Кокшетаускую область) с городами Кокшетау, Щучинск и Степняк (также до 1997 года входивших в упразднённую Кокшетаускую область) были переданы в состав Акмолинской области. При этом административный центр Акмолинский области был перенесён из столицы страны Астаны в город Кокшетау.
В апреле 2024 года сильное наводнение затронуло Акмолинскую область и еще несколько регионов Казахстана.
В июле 2025 года в Акмолинской области, район Атбасар закрыли на карантин двух сел(Магдалиновка, Новомариновка) иза-за обнаружения сибирской язвы, возможная причина паводки прошлого года.

## Качественное состояние сельскохозяйственных угодий в Акмолинской области[10]
Качественное состояние почв на значительных площадях в республике осложняется наличием признаков, отрицательно влияющих на их плодородие. Для учета качества сельскохозяйственных угодий приняты следующие мелиоративные группы, объединяющие почвы с общей направленностью и характером мелиоративных мероприятий:
Ι – неосложненные отрицательными признаками; ΙΙ – защебненные;
ΙΙΙ- засоленные; ΙV – солонцовые; V – смытые; VΙ – дефлированные;
VΙΙ – подверженные совместно водной и ветровой эрозии;
VΙΙΙ – переувлажненные; ΙХ – заболоченные; Х – прочие.
Каждая из перечисленных мелиоративных групп, исключая «неосложненные отрицательными признаками» и «подверженные совместно водной и ветровой эрозии», по степени выраженности процесса делится на три градации: слабо, средне, сильно; в группу «защебненных почв» добавляется градация – очень сильно. Группа «переувлажненные» подразделяется на пойменные и внепойменные.
Ι группа – неосложненные отрицательными признаками.К ней относятся почвы, профиль которых не осложнен какими-либо неблагоприятными свойствами (солонцеватость, смытость и т. п.), в силу чего они не требуют специальной агротехники и мелиорации, производительность их высокая. Указанная группа почв занимает в Казахстане 41,5 млн. га или 19,4 % от всей площади сельскохозяйственных угодий. В составе пашни эта группа занимает 17,2 млн. га или 64,4 % от всей площади пашни ( 26,7 млн. га).
Безусловно пригодные для земледелия почвы занимают 23,6 млн. га или 11,0 % от всех сельскохозяйственных угодий. Наибольшие площади безусловно пригодных по качеству почв, требующих обычной зональной агротехники или же нуждающихся в проведении несложных мелиоративных мероприятий, используемых в составе пашни, выявлены в Костанайской – 5,4 млн. га, Акмолинской – 5,0 млн. га, Северо-Казахстанской – 4,2 млн. га областях. 
ΙΙ группа – защебненные. К ним отнесены выделы с малоразвитыми и неполноразвитыми почвами, выходами коренных пород и другие. Общая площадь составляет 42,2 млн. га или 19,7 % сельскохозяйственных угодий. Наибольшее распространение эта группа получила на территории сопочных и межсопочных пространств, преимущественно в предгорных и горных районах Восточно- Казахстанской – 12,1 млн. га, Жамбылской – 2,8 млн. га, Алматинской – 2,7 млн. га областей, а также на территории сопочных и межсопочных пространств Карагандинской – 13,5 млн. га, Павлодарской – 2,8 млн. га, Акмолинской – 2,4 млн. га и Актюбинской – 2,1 млн. га областей. Наибольшую площадь в этой мелиоративной группе занимают очень сильно и сильно защебненные почвы – 25,2 млн. га, средне и слабозащебненные составляют соответственно 8,3 млн. га и 8,7 млн. га.
В составе пашни защебненных почв числится 1,6 млн. га. Площади защебненных почв, вовлеченных в пашню, по областям распределены неравномерно. Так в Жамбылской их числится 28,3 % от площади пашни области, в Карагандинской – 22.5 %, Алматинской – 14,5 %, в Акмолинской, Северо-Казахстанской и Костанайской областях – от 2,2 до 5,5 %. В остальных областях площади этих земель в пашне незначительны. Наличие слабого защебнения (1,3 млн. га) не препятствует их использованию в составе пашни. Средне, сильно и очень сильнозащебненные (0,3 млн. га), а также малоразвитые почвы целесообразнее использовать как пастбища.
III группа – засоленные. В республике числится 35,8 млн. га засоленных почв или 16,7 % от общей площади сельскохозяйственных угодий. В зависимости от степени засоления почвы, а также содержания в комплексах солончаков, группа подразделяется на три градации: слабозасоленные, куда входят все солончаковые почвы, а также их комплексы с солончаками до 10 %, занимают площадь 11,5 млн. га; среднезасоленные включают все солончаковатые почвы в комплексе с солончаками от 10 до 30 %, площадь их 7,3 млн. га; сильнозасоленные включают все сильносолончаковатые почвы в комплексе с солончаками от 30 до 50 % и более, площадь 14,2 млн. га; солончаки выделены в отдельную группу и занимают 2,8 млн. га. Засоленные имеются во всех зональных типах почв, из них более 58 % числится в составе бурых и серо-бурых почв, в том числе в средней и сильной степени 64 % от общего их количества. В зоне бурых и серо-бурых почв имеется более 50 % площади всех солончаков. В черноземной зоне засоленные выявлены на
1,6 млн. га, в зоне темно-каштановых и каштановых почв – 6,2 млн. га, светло- каштановых – 2,7 млн. га. В пашне находится 2,5 млн. га засоленных земель, из которых в Акмолинской области – 0,66 млн. га, Костанайской – 0,64 млн. га, Северо-Казахстанской – 0,28 млн. га, Жамбылской – 0,18 млн. га, Кызылординской – 0,18 млн. га, Павлодарской
– 0,18 млн. га, Туркестанской – 0,13 млн. га, в остальных областях площади засоленной пашни незначительны. В составе неорошаемой пашни используются, в основном, слабозасоленные почвы и их комплексы (1,8 млн. га). В орошаемом земледелии в составе пашни используются слабозасоленные почвы и комплексы незасоленных и слабозасоленных почв с солончаками до 30 % (190,1 тыс. га). Эти земли нуждаются в несложных мероприятиях по рассолению и промывках на фоне коллекторно- дренажной сети. В неорошаемых условиях промывка частично осуществляется за счет атмосферных осадков и снегонакопления. Средне- и сильнозасоленные почвы с солончаками до 30 %, а также солончаки общей площадью 510.2 тыс. га требуют проведения сложных мелиоративных мероприятий, в связи с этим их целесообразно вывести из состава пашни и
трансформировать в пастбища.
IV группа– солонцовые. Являются одной из наиболее крупных по площади мелиоративных групп в республике, занимающие 58,2 млн. га или 27,1 %сельскохозяйственных угодий. Солонцовые почвы подразделяются на три градации:
1. слабосолонцовые земли, к ним относятся слабосолонцеватые почвы однородными контурами или несолонцеватые с солонцами корковыми, мелкими, средними от 10 до 30% и глубокими до 50 %. Общая площадь их составляет 18,2 млн. га (31,3 %)

2.  среднесолонцовые земли, к которым относятся среднесолонцеватые комплексы несолонцеватых и солонцеватых почв с солонцами корковыми, мелкими, средними от 30                        до 50 % и глубокие солонцы. Общая площадь составляет 10,9 млн. га (18,7 %);
3.  сильносолонцовые земли, к которым относятся сильносолонцеватые почвы, солонцы и комплексы с их преобладанием (кроме глубоких). Общая площадь составляет 29,1             млн. га (50,0 %). Наибольшее распространение солонцовые почвы и их комплексы получили в пустынной зоне бурых и серо-бурых почв – 16,8 млн. га, полупустынной зоне             светло-каштановых почв – 15,2 млн. га и сухостепной зоне темно-каштановых и каштановых почв – 19,1 млн. га.
В региональном плане основные площади солонцовых земель находятся в Актюбинской (11,5 млн. га), Карагандинской (11,4 млн. га), Западно-Казахстанской (7,1 млн. га) областях. В Акмолинской, Атырауской, Восточно-Казахстанской, Павлодарской и Северо-Казахстанской областях таких земель числится от 3 до 4 млн. га. В южных областях республики солонцовые земли занимают менее одного млн. га в каждой. Солонцовые почвы в пашне занимают 3,3 млн. га. Наибольшие их площади используются в Северо-Казахстанской – 815,5 тыс. га, Костанайской – 714,0 тыс. га, Акмолинской – 794.2 млн. га, Павлодарской – 397,7 тыс. га и Карагандинской –105 352,1 тыс. га областях. В основном в пашне используются слабосолонцовые комплексы, в которых солонцы занимают до 30 %.
V группа – подверженные водной эрозии (смытые). В составе сельскохозяйственных угодий занимают площадь 4,9 млн. га, из которых на пашню
приходится 1,2 млн. га. Наибольшие площади смытых почв в составе пашни выявлены в Акмолинской, Туркестанской, Восточно-Казахстанской и Жамбылской областях.
VI группа–подверженные ветровой эрозии (дефлированные). Таких почв насчитывается 24,2 млн. га, в том числе в пашне 0,5 млн. га, из которых 74 % приходится на Павлодарскую область.
VII группа–подверженные совместно водной и ветровой эрозии. Выявлены на площади 201,7 тыс. га. Более подробная характеристика эрозии почв изложена в разделе 2.4.1 настоящего Отчета.
VIII группа – переувлажненные. Занимают в республике 2,9 млн. га, из них 224,9 тыс. га находится в пашне. Данная группа представлена, в основном, гидроморфными и полугидроморфными почвами. Пойменные земли составляют 1,1 млн. га, внепойменные – 1,8 млн. га. Наиболее значительные площади почв этой группы имеются
в Карагандинской области – 0,6 млн. га.
IX группа – заболоченные. Распространены на площади 1,1 млн. га, из них в пашне – 23,9 тыс. га, из которых – 15,3 тыс. га находятся в орошаемой пашне. Сформировались они в условиях избыточного увлажнения и представлены, в основном, болотными и лугово-болотными почвами. Распространены на территории всех областей, кроме Мангистауской, небольшими участками. Использование их в составе пашни нецелесообразно, так как они требуют сложных мелиоративных мероприятий по осушению.
X группа – прочие. Занимают площадь 3,1 млн. га. В данной группе учтены почвы, которые по качеству нельзя поместить ни в одну из перечисленных выше мелиоративных групп. Это слитые почвы, солоди, такыры, остаточно-карбонатные, а также песчаные без отрицательных признаков, автоморфные, полугидроморфные, каменистые россыпи, щебнистые отложения, овражно - балочные комплексы, солончаки соровые и т. п. 
В целом, анализируя распределение сельскохозяйственных угодий по мелиоративным группам, можно сделать вывод, что в категории земель сельскохозяйственного назначения находятся наиболее качественные в мелиоративном отношении земли. Так в составе сельскохозяйственных угодий данной категории земель мелиоративная группа с неосложненным отрицательными признаками, включая и безусловно пригодные для земледелия, занимает 28 %. 

## Административное деление

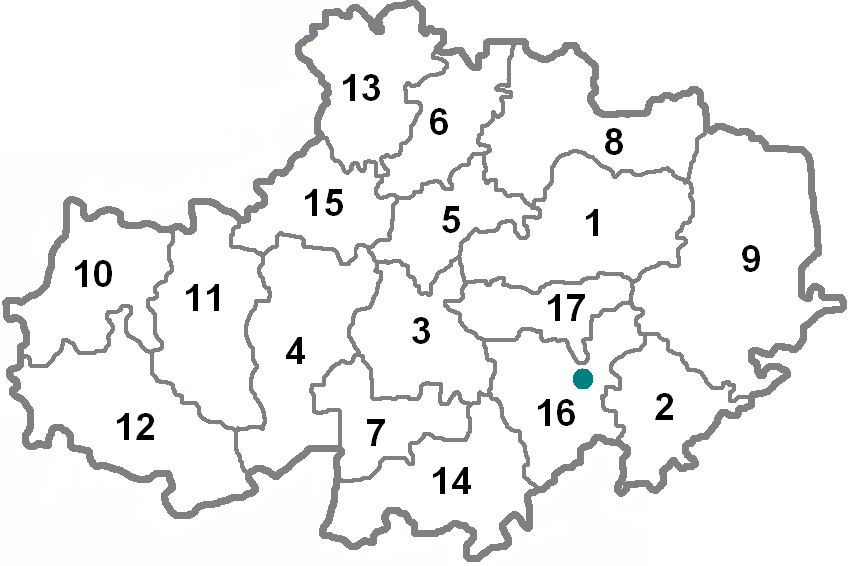
Административное деление

В составе области 17 районов и 3 города областного значения (городские администрации):
1. Аккольский район — Акколь
2. Аршалынский район — Аршалы
3. Астраханский район — Астраханка
4. Атбасарский район — Атбасар
5. Буландынский район — Макинск
6. Бурабайский район — Щучинск
7. Егиндыкольский район — Егиндыколь
8. район Биржан сал — Степняк
9. Ерейментауский район — Ерейментау
10. Есильский район — Есиль
11. Жаксынский район — Жаксы
12. Жаркаинский район — Державинск
13. Зерендинский район — Зеренда
14. Коргалжынский район — Коргалжын
15. Сандыктауский район — Балкашино
16. Целиноградский район — Акмол
17. Шортандинский район — Шортанды
18. город Кокшетау — Кокшетау
19. город Степногорск
20. город Косшы

Районы включают:
- 8 городов районного подчинения: Акколь, Атбасар, Державинск, Есиль, Ерейментау, Макинск, Степняк, Щучинск
- 15 посёлков
- 245 сельских округов

## Общая карта
Легенда карты:
|  | Административный центр, 146 104 чел. |
|  | от 20 000 до 70 000 чел.             |
|  | от 10 000 до 20 000 чел.             |
|  | от 5000 до 10 000 чел.               |
|  | от 2000 до 5000 чел.                 |
|  | от 1000 до 2000 чел.                 |

## Население
| Численность населения Акмолинской области | Численность населения Акмолинской области | Численность населения Акмолинской области | Численность населения Акмолинской области | Численность населения Акмолинской области | Численность населения Акмолинской области | Численность населения Акмолинской области | Численность населения Акмолинской области | Численность населения Акмолинской области | Численность населения Акмолинской области |
| 1970                                      | 1979                                      | 1989                                      | 14.02.1999                                | 2000                                      | 2001                                      | 2002                                      | 2003                                      | 2004                                      | 2005                                      |
| ----------------------------------------- | ----------------------------------------- | ----------------------------------------- | ----------------------------------------- | ----------------------------------------- | ----------------------------------------- | ----------------------------------------- | ----------------------------------------- | ----------------------------------------- | ----------------------------------------- |
| 970 604                                   | ↗979 646                                  | ↗1 061 820                                | ↘836 271                                  | ↘799 179                                  | ↘776 377                                  | ↘755 000                                  | ↘748 167                                  | ↗748 930                                  | ↘747 185                                  |
| 2006                                      | 2007                                      | 2008                                      | 2009                                      | 2010                                      | 2011                                      | 2012                                      | 2013                                      | 2014                                      | 2015                                      |
| ↘746 652                                  | ↗748 559                                  | ↘747 447                                  | ↘738 827                                  | ↘735 134                                  | ↘733 281                                  | ↘731 399                                  | ↗732 768                                  | ↗735 612                                  | ↗736 560                                  |
| 2016                                      | 2017                                      | 2018                                      | 2019                                      | 2020                                      | 2021                                      | 2022                                      | 2023                                      | 2024                                      |                                           |
| ↗744 420                                  | ↘734 369                                  | ↗738 942                                  | ↘737 244                                  | ↘735 394                                  | ↘734 265                                  | ↗785 708                                  | ↗788 013                                  | ↘787 981                                  |                                           |

Официальный пересчет населения был начат Советским Союзом в 1970 году.

### Этнический состав

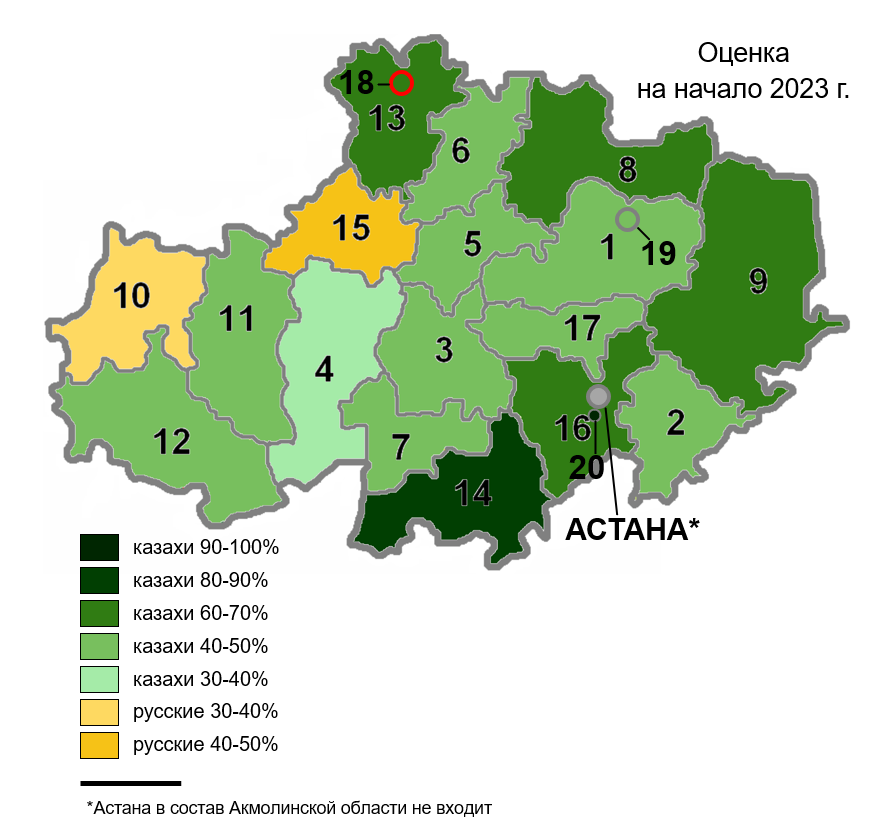
Крупнейший этнос по районам области по оценке на начало 2023 года

По области
|               | 1989, чел. | %        | 1999, чел. | %        | 2009, чел. | %        | 2019, чел. | %        |
| ------------- | ---------- | -------- | ---------- | -------- | ---------- | -------- | ---------- | -------- |
| всего         | 1064406    | 100,00 % | 836271     | 100,00 % | 737495     | 100,00 % | 738587     | 100,00 % |
| Казахи        | 266831     | 25,07%   | 313488     | 37,49%   | 349086     | 47,33%   | 379326     | 51,36%   |
| Русские       | 459348     | 43,16%   | 329454     | 39,40%   | 264011     | 35,80%   | 242707     | 32,86%   |
| Украинцы      | 91236      | 8,57%    | 62228      | 7,44%    | 38386      | 5,20%    | 31835      | 4,31%    |
| Немцы         | 139032     | 13,06%   | 52334      | 6,26%    | 26141      | 3,54%    | 25965      | 3,52%    |
| Татары        | 22332      | 2,10%    | 17272      | 2,07%    | 13778      | 1,87%    | 13174      | 1,78%    |
| Белорусы      | 28283      | 2,66%    | 19475      | 2,33%    | 11927      | 1,62%    | 9832       | 1,33%    |
| Поляки        | 14058      | 1,32%    | 11404      | 1,36%    | 8292       | 1,12%    | 7748       | 1,05%    |
| Ингуши        | 5571       | 0,52%    | 5491       | 0,66%    | 4677       | 0,63%    | 4864       | 0,66%    |
| Чеченцы       | 4181       | 0,39%    | 3149       | 0,38%    | 3136       | 0,43%    | 3318       | 0,45%    |
| Азербайджанцы | 2424       | 0,23%    | 1656       | 0,20%    | 1855       | 0,25%    | 2150       | 0,29%    |
| Башкиры       | 4793       | 0,45%    | 2708       | 0,32%    | 1988       | 0,27%    | 1898       | 0,26%    |
| Молдаване     | 3461       | 0,33%    | 2239       | 0,27%    | 1679       | 0,23%    | 1611       | 0,22%    |
| Корейцы       | 1382       | 0,13%    | 1489       | 0,18%    | 1375       | 0,19%    | 1392       | 0,19%    |
| Армяне        | 1171       | 0,11%    | 1110       | 0,13%    | 1117       | 0,15%    | 1266       | 0,17%    |
| Удмурты       | 2690       | 0,25%    | 1748       | 0,21%    | 1162       | 0,16%    | 994        | 0,13%    |
| Узбеки        | 1386       | 0,13%    | 758        | 0,09%    | 1039       | 0,14%    |            |          |
| Марийцы       | 2799       | 0,26%    | 1377       | 0,16%    | 1001       | 0,14%    | 761        | 0,10%    |
| Мордва        | 2705       | 0,25%    | 1662       | 0,20%    | 954        | 0,13%    | 883        | 0,12%    |
| Чуваши        | 1980       | 0,19%    | 1089       | 0,13%    | 683        | 0,09%    |            |          |
| другие        | 8743       | 0,82%    | 6140       | 0,73%    | 5208       | 0,71%    | 8863       | 1,20%    |

По районам
|    |                        | Всего  | Ка- за- хи | %       | Рус- ские | %       | Ук- раин- цы | %       | Нем- цы | %      | Та- та- ры | %      | Бе- ло- ру- сы | %      | По- ля- ки | %      | Ин- гу- ши | %      | Че- чен- цы | %      |
| -- | ---------------------- | ------ | ---------- | ------- | --------- | ------- | ------------ | ------- | ------- | ------ | ---------- | ------ | -------------- | ------ | ---------- | ------ | ---------- | ------ | ----------- | ------ |
|    | Область                | 737495 | 349086     | 47,33 % | 264011    | 35,80 % | 38386        | 5,20 %  | 26141   | 3,54 % | 13778      | 1,87 % | 11927          | 1,62 % | 8292       | 1,12 % | 4677       | 0,63 % | 3136        | 0,43 % |
| 1  | Аккольский район       | 28359  | 11753      | 41,44 % | 11269     | 39,74 % | 1465         | 5,17 %  | 1606    | 5,66 % | 615        | 2,17 % | 417            | 1,47 % | 369        | 1,30 % | 58         | 0,20 % | 62          | 0,22 % |
| 2  | Аршалынский район      | 27940  | 10235      | 36,63 % | 12215     | 43,72 % | 1719         | 6,15 %  | 1476    | 5,28 % | 424        | 1,52 % | 549            | 1,96 % | 148        | 0,53 % | 136        | 0,49 % | 105         | 0,38 % |
| 3  | Астраханский район     | 27419  | 11604      | 42,32 % | 8769      | 31,98 % | 1858         | 6,78 %  | 1658    | 6,05 % | 455        | 1,66 % | 611            | 2,23 % | 1599       | 5,83 % | 260        | 0,95 % | 81          | 0,30 % |
| 4  | Атбасарский район      | 50981  | 18072      | 35,45 % | 19926     | 39,09 % | 4684         | 9,19 %  | 2857    | 5,60 % | 1098       | 2,15 % | 1047           | 2,05 % | 194        | 0,38 % | 548        | 1,07 % | 796         | 1,56 % |
| 5  | Буландынский район     | 34815  | 12367      | 35,52 % | 15810     | 45,41 % | 1680         | 4,83 %  | 2099    | 6,03 % | 481        | 1,38 % | 585            | 1,68 % | 172        | 0,49 % | 816        | 2,34 % | 48          | 0,14 % |
| 6  | Бурабайский район      | 73169  | 28633      | 39,13 % | 35331     | 48,29 % | 2327         | 3,18 %  | 2252    | 3,08 % | 829        | 1,13 % | 908            | 1,24 % | 761        | 1,04 % | 550        | 0,75 % | 122         | 0,17 % |
| 7  | Егиндыкольский район   | 6802   | 3095       | 45,50 % | 2086      | 30,67 % | 740          | 10,88 % | 186     | 2,73 % | 103        | 1,51 % | 281            | 4,13 % | 26         | 0,38 % | 2          | 0,03 % | 5           | 0,07 % |
| 8  | Енбекшильдерский район | 17930  | 11770      | 65,64 % | 4276      | 23,85 % | 389          | 2,17 %  | 349     | 1,95 % | 328        | 1,83 % | 329            | 1,83 % | 36         | 0,20 % | 67         | 0,37 % | 6           | 0,03 % |
| 9  | Ерейментауский район   | 32236  | 21207      | 65,79 % | 7299      | 22,64 % | 1558         | 4,83 %  | 803     | 2,49 % | 528        | 1,64 % | 338            | 1,05 % | 55         | 0,17 % | 17         | 0,05 % | 21          | 0,07 % |
| 10 | Есильский район        | 27697  | 8088       | 29,20 % | 10987     | 39,67 % | 3767         | 13,60 % | 1336    | 4,82 % | 770        | 2,78 % | 1005           | 3,63 % | 208        | 0,75 % | 76         | 0,27 % | 58          | 0,21 % |
| 11 | Жаксынский район       | 21107  | 10298      | 48,79 % | 4724      | 22,38 % | 2970         | 14,07 % | 850     | 4,03 % | 396        | 1,88 % | 555            | 2,63 % | 43         | 0,20 % | 157        | 0,74 % | 39          | 0,18 % |
| 12 | Жаркаинский район      | 15423  | 7040       | 45,65 % | 4669      | 30,27 % | 1472         | 9,54 %  | 262     | 1,70 % | 456        | 2,96 % | 409            | 2,65 % | 71         | 0,46 % | 29         | 0,19 % | 28          | 0,18 % |
| 13 | Зерендинский район     | 40591  | 26366      | 64,96 % | 10155     | 25,02 % | 1125         | 2,77 %  | 1144    | 2,82 % | 482        | 1,19 % | 415            | 1,02 % | 252        | 0,62 % | 90         | 0,22 % | 11          | 0,03 % |
| 14 | Коргалжынский район    | 10289  | 8993       | 87,40 % | 707       | 6,87 %  | 195          | 1,90 %  | 129     | 1,25 % | 70         | 0,68 % | 93             | 0,90 % | 8          | 0,08 % | 0          | 0,00 % | 22          | 0,21 % |
| 15 | Сандыктауский район    | 21521  | 4383       | 20,37 % | 12254     | 56,94 % | 838          | 3,89 %  | 1396    | 6,49 % | 156        | 0,72 % | 342            | 1,59 % | 38         | 0,18 % | 128        | 0,59 % | 1400        | 6,51 % |
| 16 | Целиноградский район   | 58350  | 42756      | 73,28 % | 8708      | 14,92 % | 1508         | 2,58 %  | 1437    | 2,46 % | 953        | 1,63 % | 915            | 1,57 % | 449        | 0,77 % | 36         | 0,06 % | 100         | 0,17 % |
| 17 | Шортандинский район    | 29580  | 10499      | 35,49 % | 11014     | 37,23 % | 2070         | 7,00 %  | 1921    | 6,49 % | 519        | 1,75 % | 1040           | 3,52 % | 1584       | 5,35 % | 105        | 0,35 % | 46          | 0,16 % |
| 18 | Кокшетау, г.а.         | 147295 | 78103      | 53,02 % | 49617     | 33,69 % | 5383         | 3,65 %  | 2620    | 1,78 % | 3752       | 2,55 % | 1520           | 1,03 % | 2053       | 1,39 % | 1538       | 1,04 % | 77          | 0,05 % |
| 19 | Степногорск, г.а.      | 65991  | 23824      | 36,10 % | 34195     | 51,82 % | 2638         | 4,00 %  | 1760    | 2,67 % | 1363       | 2,07 % | 568            | 0,86 % | 226        | 0,34 % | 64         | 0,10 % | 109         | 0,17 % |

|    |                      | Всего  | Ка- за- хи | %       | Рус- ские | %       | Ук- раин- цы | %       | Нем- цы | %      | Та- та- ры | %      | Бе- ло- ру- сы | %      | По- ля- ки | %      | Ин- гу- ши | %      | Че- чен- цы | %      |
| -- | -------------------- | ------ | ---------- | ------- | --------- | ------- | ------------ | ------- | ------- | ------ | ---------- | ------ | -------------- | ------ | ---------- | ------ | ---------- | ------ | ----------- | ------ |
|    | Область              | 738587 | 379326     | 51,36 % | 242707    | 32,86 % | 31835        | 4,31 %  | 25965   | 3,52 % | 13174      | 1,78 % | 9832           | 1,33 % | 7748       | 1,05 % | 4864       | 0,66 % | 3318        | 0,45 % |
| 1  | Аккольский район     | 25793  | 11054      | 42,86 % | 10050     | 38,96 % | 1099         | 4,26 %  | 1509    | 5,85 % | 574        | 2,23 % | 369            | 1,43 % | 339        | 1,31 % | 43         | 0,17 % | 45          | 0,17 % |
| 2  | Аршалынский район    | 27404  | 10917      | 39,84 % | 11409     | 41,63 % | 1429         | 5,21 %  | 1434    | 5,23 % | 422        | 1,54 % | 471            | 1,72 % | 152        | 0,55 % | 114        | 0,42 % | 100         | 0,36 % |
| 3  | Астраханский район   | 23615  | 9391       | 39,77 % | 7905      | 33,47 % | 1501         | 6,36 %  | 1587    | 6,72 % | 433        | 1,83 % | 550            | 2,33 % | 1332       | 5,64 % | 257        | 1,09 % | 80          | 0,34 % |
| 4  | Атбасарский район    | 48234  | 17667      | 36,63 % | 18499     | 38,35 % | 3873         | 8,03 %  | 2782    | 5,77 % | 1026       | 2,13 % | 888            | 1,84 % | 166        | 0,34 % | 545        | 1,13 % | 889         | 1,84 % |
| 5  | Буландынский район   | 34331  | 13880      | 40,43 % | 14333     | 41,75 % | 1382         | 4,03 %  | 1969    | 5,74 % | 471        | 1,37 % | 464            | 1,35 % | 146        | 0,43 % | 853        | 2,48 % | 66          | 0,19 % |
| 6  | Бурабайский район    | 75363  | 32647      | 43,32 % | 33581     | 44,56 % | 1945         | 2,58 %  | 2383    | 3,16 % | 836        | 1,11 % | 792            | 1,05 % | 742        | 0,98 % | 570        | 0,76 % | 136         | 0,18 % |
| 7  | Егиндыкольский район | 6068   | 2564       | 42,25 % | 2004      | 33,03 % | 658          | 10,84 % | 227     | 3,74 % | 94         | 1,55 % | 260            | 4,28 % | 13         | 0,21 % | 0          | 0,00 % | 4           | 0,07 % |
| 8  | Биржан-сал           | 14360  | 9189       | 63,99 % | 3553      | 24,74 % | 271          | 1,89 %  | 329     | 2,29 % | 258        | 1,80 % | 243            | 1,69 % | 29         | 0,20 % | 62         | 0,43 % | 3           | 0,02 % |
| 9  | Ерейментауский район | 26516  | 17737      | 66,89 % | 5992      | 22,60 % | 975          | 3,68 %  | 726     | 2,74 % | 440        | 1,66 % | 215            | 0,81 % | 46         | 0,17 % | 8          | 0,03 % | 6           | 0,02 % |
| 10 | Есильский район      | 24237  | 7367       | 30,40 % | 9539      | 39,36 % | 3069         | 12,66 % | 1270    | 5,24 % | 678        | 2,80 % | 785            | 3,24 % | 171        | 0,71 % | 79         | 0,33 % | 51          | 0,21 % |
| 11 | Жаксынский район     | 19088  | 9032       | 47,32 % | 4529      | 23,73 % | 2626         | 13,76 % | 831     | 4,35 % | 413        | 2,16 % | 467            | 2,45 % | 41         | 0,21 % | 133        | 0,70 % | 35          | 0,18 % |
| 12 | Жаркаинский район    | 14110  | 6443       | 45,66 % | 4293      | 30,43 % | 1232         | 8,73 %  | 260     | 1,84 % | 404        | 2,86 % | 312            | 2,21 % | 66         | 0,47 % | 44         | 0,31 % | 28          | 0,20 % |
| 13 | Зерендинский район   | 38682  | 25937      | 67,05 % | 9172      | 23,71 % | 905          | 2,34 %  | 1065    | 2,75 % | 454        | 1,17 % | 340            | 0,88 % | 229        | 0,59 % | 85         | 0,22 % | 11          | 0,03 % |
| 14 | Коргалжынский район  | 8815   | 7748       | 87,90 % | 613       | 6,95 %  | 157          | 1,78 %  | 103     | 1,17 % | 56         | 0,64 % | 49             | 0,56 % | 5          | 0,06 % | 1          | 0,01 % | 16          | 0,18 % |
| 15 | Сандыктауский район  | 18398  | 3574       | 19,43 % | 10372     | 56,38 % | 632          | 3,44 %  | 1216    | 6,61 % | 149        | 0,81 % | 272            | 1,48 % | 43         | 0,23 % | 135        | 0,73 % | 1465        | 7,96 % |
| 16 | Целиноградский район | 76891  | 60988      | 79,32 % | 8778      | 11,42 % | 1387         | 1,80 %  | 1481    | 1,93 % | 1009       | 1,31 % | 769            | 1,00 % | 368        | 0,48 % | 54         | 0,07 % | 107         | 0,14 % |
| 17 | Шортандинский район  | 29504  | 11787      | 39,95 % | 10139     | 34,36 % | 1822         | 6,18 %  | 1828    | 6,20 % | 508        | 1,72 % | 826            | 2,80 % | 1370       | 4,64 % | 99         | 0,34 % | 53          | 0,18 % |
| 18 | Кокшетау, г.а.       | 159321 | 91715      | 57,57 % | 47462     | 29,79 % | 4666         | 2,93 %  | 3080    | 1,93 % | 3689       | 2,32 % | 1329           | 0,83 % | 2289       | 1,44 % | 1709       | 1,07 % | 87          | 0,05 % |
| 19 | Степногорск, г.а.    | 67857  | 29689      | 43,75 % | 30484     | 44,92 % | 2206         | 3,25 %  | 1885    | 2,78 % | 1260       | 1,86 % | 431            | 0,64 % | 201        | 0,30 % | 73         | 0,11 % | 136         | 0,20 % |

## Экономика

### Развитый транспортно-транзитный потенциал
На территории области имеется Международный аэропорт Кокшетау, шестиполосный 205-километровый автобан Астана — Щучинск. Ежегодно увеличивается финансирование улучшения состояния местных автомобильных дорог.
Область имеет развитую железнодорожную сеть. Через город Кокшетау проходят 4 ответвления железных дорог. В области самая высокая по республике густота железнодорожных путей — 10,66 км на 1000 км² территории (среднее по РК — 5,53).

#### Богатые природные ресурсы
Область богата полезными ископаемыми и занимает одно из ведущих мест в минерально-сырьевом комплексе Республики Казахстан. В регионе сосредоточены разведанные уникальные по своему составу и масштабности запасы золота (Аккольский, Астраханский, Биржан сал, Бурабайский, Буландынский, Зерендинский, Шортандинский районы и г. Степногорск), урана (Аккольский, Биржан Сал, ЗерендинскийСандыктауский районы), молибдена (Биржан Сал, Ерейментауский, Сандыктауский районы), технических алмазов, каолина, мусковита и доломита (Зерендинский район), железной руды (Аккольский, Биржан Сал, Жаркаинский районы), каменного угля (Ерейментауский, Аккольский районы), общераспространённых полезных ископаемых, минеральных вод.
Общий земельный фонд — 14,6 млн га, в том числе сельскохозяйственных угодий — 10,8 млн га: пашни — 6 млн га, пастбища — 4,4 млн га. Площадь лесного фонда — 522,7 тыс. га, водного фонда — 201,2 тыс.га.

### Сельское хозяйство
На Акмолинскую область приходится более 25 % зерна, 7 % молока, 8 % мяса и 16 % яйца, производимого в республике. Доля области в производстве валовой продукции сельского хозяйства страны составляет порядка 10 %. Акмолинская область в республике — это самый большой уборочный клин по стране — 4,8 млн га, в том числе зерновые и зернобобовые — 4,4 млн га. Среднегодовое производство зерна составляет 5,0 млн тонн, среднегодовой экспорт зерна — 2 млн тонн, за последние 3 года доля растениеводства в среднем составила 70 %.
По статистическим данным общая численность поголовья КРС во всех категориях хозяйств области по состоянию на 1 апреля 2020 года составляет 502,1 тыс. голов (103,0 % к соответствующему периоду 2019 года), в том числе поголовье коров — 221,7 тыс. голов (102,4 %). Поголовье лошадей составило 201,6 тыс. голов (106,4 %), птицы — 7589,3 тыс. голов (101,5 %). Поголовье овец и коз составило 632,2 тыс. голов (101,5 %), свиней 125,0 тыс. голов (96,4 %).

### Промышленность
В промышленном секторе область специализируется в добыче золотосодержащих руд, урана, машиностроении, химической промышленности.
На Акмолинскую область приходится 100 % железнодорожных подшипников, производимых в стране, 36,3 % грузовых автомобилей, 30,2 % необработанного золота, 12,1 % обработанного молока и 9 % муки.
В структуре промышленного производства основную долю занимает обрабатывающая промышленность — 80,4 %, где произведено продукции на 533,1 млрд тенге. Обрабатывающая промышленность региона представлена производством продуктов питания, лёгкой и химической промышленностью, производством резиновых и пластмассовых изделий, производством прочей неметаллической минеральной продукции, цветной металлургией и машиностроением.
Системообразующими предприятиями региона являются завод по выпуску алкогольных и безалкогольных напитков АО «Кокшетауминводы», золотодобывающие фабрики АО «AltyntauKokshetau», АО "ГМК «Казахалтын», ТОО «KazakhaltynTechnology», компания по производству и переработке продукции сельского хозяйства ТОО «Агрофирма TNK», подшипниковый завод АО «ЕПК-Степногорск».

### Туризм
Акмолинская область входит в пятёрку лидеров туристических зон Республики Казахстан.
В туристский кластер региона входят свыше 700 предприятий сферы туризма (407 объектов размещения, 45 санаторно-курортных учреждений, 178 субъектов придорожного сервиса, 68 турфирм, имеющих лицензии на право осуществления туристской деятельности, 3 государственных национальных природных парка «Кокшетау», «Бурабай», «Буйратау», Коргалжынский государственный природный заповедник, ТОО «Бурабай даму»).
Культурно-исторический сегмент кластера представлен 900 памятниками, большинство из которых находятся под охраной государства и используются при обеспечении экскурсионных программ.
В области действуют около 80 туристских маршрутов, успешно реализуемых туроператорами и внесенных в государственный реестр туристских маршрутов. В том числе туроператорами разработаны туристские маршруты по историческим и сакральным местам Кокшетау, Бурабайского, Зерендинского, Коргалжынского и Ерейментауского районов и района Биржан Сал Акмолинской области. Среди них 8 утвержденных маршрутов по сакральным местам.
Турпоток составляет 813 тысяч посещений в год.

### Зёленая энергетика
Акмолинская область следуя мировому тренду, ведёт планомерную работу по увеличению числа возобновляемых источников энергии.
Среднегодовая скорость ветра составляет более 6 м/с, это делает их привлекательными для развития энергетики. Перспективными районами для развития ветроэнергетики являются Аршалынский, Ерейментауский районы.
Несмотря на то, что Акмолинская область расположена в северной части страны, потенциал солнечной радиации на территории области достаточно значителен. При этом солнечная энергия может использоваться не только для выработки электроэнергии, но и тепла, что обуславливает возможность точечного внедрения солнечных установок, в том числе и в районах, отдалённых от центрального электро и тепло снабжения.
Определённым резервом обладает применение биологического топлива. В частности, за счёт переработки отходов сельскохозяйственного производства может быть получена электроэнергия.
29 мая 2020 года в Акмолинской области была введена в эксплуатацию солнечная электростанция «Нура» (в переводе с казахского «свет», «луч солнца»). СЭС «Нура» стала первым зарубежным проектом российской компании «Хевел», реализованным по принципу полного цикла с использованием российского оборудования.
Годовая выработка CЭС «Нура» составит 150 млн кВт*ч, что позволяет избежать 79,5 тыс. тонн выбросов CO2 в атмосферу и внесёт существенный вклад в достижение цели страны по получению 50 % электроэнергии из ВИЭ к 2050 году.

## Образование

### Дошкольное воспитание и обучение
На 1 января 2020 года в Акмолинской области функционируют 614 организаций дошкольного образования из них 240 детских садов и 374 дошкольных мини-центра с охватом 37955 детей.

### Общее среднее образование
В области действуют 579 школ, в том числе 560 государственных дневных общеобразовательных школ, 10 вечерних, 5 специальных коррекционных, 2 вневедомственные, 1 негосударственные, 1 — Назарбаев Интеллектуальная школа. Контингент составляет 124228 детей.

### Техническое и профессиональное, послесреднее образование
Сеть организаци ТиПО области представлена 33 заведениями с общим контингентом 21600 человек. Из 33 колледжей: 26 — государственных и 7 — частных. Обучение проводится по 94 профессиям (специальностям) и 139 квалификациям таких профилей, как сельское и лесное хозяйство, строительство и коммунальное хозяйство, педагогика, медицина, горное дело, сфера обслуживания, искусство и культура, энергетика, технология машиностроения, эксплуатация транспорта. Приоритетной является подготовка специалистов для проектов индустриально-инновационного развития регионов области.

## Религия
В Акмолинской области, по официальным данным по состоянию на 1 января 2020 года, действует 191 зарегистрированных религиозных объединения:
- 90 исламское
- 45 православных
- 11 католических
- 43 протестантских
- 1 бахаистское.
- 1 общество Сознания Кришны Акмолинской области.

Кроме того официально сообщалось о том, что в области действовали 10 незарегистрированных религиозных объединений евангельских христиан-баптистов.

## Туризм
Индустрия отдыха и туризма является одной из приоритетных отраслей экономики. В туристский кластер региона входят свыше 700 предприятий сферы туризма (375 объектов размещения, 45 санаторно-курортных учреждений, 266 субъектов придорожного сервиса, 68 турфирм, имеющих лицензии на право осуществления туристской деятельности, 3 государственных национальных природных парка «Кокшетау», «Бурабай», «Буйратау», Коргалжынский государственный природный заповедник, ТОО «Бурабай даму»).
Культурно-исторический сегмент кластера представлен 900 памятниками, большинство из которых находятся под охраной государства и используются при обеспечении экскурсионных программ.
В области действуют около 80 туристских маршрутов, успешно реализуемых туроператорами и внесенных в государственный реестр туристских маршрутов. В том числе 10 туроператоров разработали и используют туристские маршруты по историческим и сакральным местам Кокшетау, Бурабайского, Зерендинского, Коргалжынского и Ерейментауского районов и района Биржан сал Акмолинской области. Среди них 8 утвержденных маршрутов по сакральным местам.
Согласно статистическим данным в первом квартале 2019 года количество мест размещения составило 375 единиц с общей ёмкостью фонда — 5159 номеров при единовременной вместимости 13327 койко-мест. Местами размещения оказано услуг на сумму 1108,1 млн тенге, что на 9,4 % больше аналогичного периода прошлого года. Количество обслуженных посетителей местами размещения составило 67 950 человек (статистическая информация за первое полугодие 2019 года на т.д. не сформирована).
В 2019 году категорию «3 звезды» получил отель «ZERENDA PARK». Отель «Rixos Borovoe» функционирует по франшизе в рамках международных стандартов и имеет категорию «5 звёзд». 7 объектов размещения (санаторий ЛОК «Ок-Жетпес», отель «Park House Kokshetau», санаторий «Алмаз», отель «Green Which Hotels», отель «Алтын күн», санаторий «Зелёный бор», отель «HOTEL INSAR») пролонгировали свои сертификаты 2018 года.
В регионе функционирует 9 сертифицированных средств размещения.
В рамках реализации процесса цифровизации функционирует сайт www.visitaqmola.kz и мобильное приложение «Visit Aqmola», позволяющее сканировать QR-коды организаций в регионе. Данный сайт синхронизирован с электронным инфокиоском. Туристские информационные киоски имеются в Астане — в Международном аэропорту «Нурсултан Назарбаев», в пос. Боровое — на базе визит-центра ТОО «Бурабай Даму», в здании вокзала «Нұрлы жол» в Астане.
Для обеспечения доступности туристского продукта региона запущена в продажу официальная карта туриста «Burabay PASS» (путеводитель, смарт-карта и SIM-карта Beeline). На т.д. зарегистрировано свыше 600 продаж.

## Спорт
Для занятий физической культурой и спортом в Акмолинской области имеется 2408 спортивных сооружений, из них на селе — 1690. По сравнению с прошлым годом, количество спортивных сооружений увеличилось на 53 единицы.
В сфере физической культуры и спорта работают 2108 человек, в том числе на селе 1177 человек. Из них 1117 учителей общеобразовательных школ, 160 преподавателей средних специальных и высших учебных заведений, 414 тренера-преподавателя. На предприятиях и сельских округах работу проводят 171 штатный инструкторов-методистов по спорту, из них на селе 160 человек, что составляет 68,7 % обеспеченности сельских округов.

## Культура
В Акмолинской области функционирует 694 всех объектов культуры всех форм собственности, из них 663 государственных и 31 других форм собственности:
- 276 клубов (из них 256 государственных и 20 частных);
- 378 библиотек (из них 370 государственных и 8 ведомственных);
- 11 музеев;
- 2 театра;
- 21 государственных архивов;
- областная филармония;
- центр по охране и использованию историко-культурного наследия;
- областной центр народного творчества и культурного досуга;
- 3 частных кинотеатра.

В области функционирует 2513 клубных формирований.
В области звание «Народный» носит 81 человек и «Образцовый» — 18.
Действуют 99 коллективов: хореографические — 31, хоровые — 18, фольклорные — 18, вокальные группы — 14, самодеятельные театры — 4; семейные ансамбли, цирковые студии, ансамбли русских народных инструментов, ансамбли песни и танца, ансамбли казахских народных инструментов — по 2; ВИА, фотостудия, оркестр русских народных инструментов, поэтическая студия — по 1.

## Здравоохранение
Медицинскую помощь населению оказывают 568 организаций здравоохранения: 23 (4 %) больничных организаций, станция скорой медицинской помощи, центр крови, 537 организаций (94,5 %), оказывающих амбулаторно — поликлиническую помощь: (3 городские поликлиники, 1 центр ПМСП, 2 районные поликлиники, 1 Центр СПИД, 100 врачебных амбулаторий (ВА), 44 фельдшерско — акушерских пунктов (ФАП), 386 медицинских пунктов (МП)).
Прочих медицинских организаций 6 (1,6 %).

## Внутренняя политика
В Акмолинской области имеется 6 областных филиалов политических партий «Nur Otan», «КНПК», "НДПП «Ауыл», "ДПК «Ак жол», «Бірлік», "ОСДП «Казахстана» и 2 общественно-политических объединения (Республиканское славянское движение «Лад», Акмолинский областной филиал РОО "Патриотическое движение «Желтоқсан ақиқаты»).
На территории Акмолинской области действуют 3 общественные казачьи организации: Акмолинский филиал РОО «Союз казаков Степного края», Акмолинский отдел сибирских казаков, Акмолинское казачье общество.
В Акмолинской области зарегистрировано 718 неправительственных организаций, из них действуют — 514.
В Акмолинской области осуществляют деятельность 44 этнокультурных объединения, в том числе этнокультурными объединениями представлены
18 этносов, а также славянские и казачьи объединения (русских — 3, славянских — 5, казачьих — 11, польских — 7, немецких — 3, армянских — 3, азербайджанских — 3, еврейских — 4, чечено-ингушских — 2, узбекских — 2, украинский — 1, корейский — 2, татаро-башкирских — 2,турецкий — 1, чувашский — 1, курдов — 1, уйгурское-1, таджикское-1).
Этнокультурные объединения созданы в 12 районах и городах Кокшетау, Степногорск. В районах области зарегистрировано 18 объединений, в г. Кокшетау — 33, в г. Степногорск — 2. Также работают 4 Дома Дружбы, при Акмолинской ассамблеи народа Казахстана — воскресная школа обучения языкам «Шаңырақ», где изучается 9 языков.

## Развитие языков
Доля взрослого населения, владеющая государственным языком в 2017 году — 70 %, 2018 году — 74 %, 2019 году — 76 %.
Доля взрослого населения, владеющая русским языком в 2018 году — 83,6 %, 2019 году — 84,3 %.
Доля населения области, владеющая английским языком в 2018 году — 8 %, 2019 году — 9 %.
доля населения, владеющая тремя языками в 2018 году — 5 %, 2019 году — 5,5 %.
Доля этносов, имеющих этнокультурные объединения, охваченных методической помощью по изучению казахского и родного языков в 2018 году — 26 %, 2019 году — 27 %.
В Акмолинской области функционируют 614 дошкольных учреждений. Общее число детей в этих учреждениях составляет — 37675, из них 23835 (63,3 %) воспитывались на казахском языке.
В области 560 общеобразовательных школ, из них с казахским языком обучения — 159, со смешанным языком обучения — 217, школы с русским языком обучения — 184. Общее число учеников — 121521, из них 58393 (48 %) учащихся в казахских классах. Динамика роста детей в казахских классах: 2015 г. — 47 %, 2016 г. — 47,6 %, 2017—2018 гг. 48 %.
В области 33 колледжа (из них с казахским языком обучения — 2, со смешанным языком обучения — 26, с русским языком обучения — 5).
В области 20 центров обучения языкам (17 районных, 2 городских и областной центр). 18 центров ведут обучение казахскому и английскому языкам.

## Археология
- Стоянка Актас у посёлка Жамантуз датируется возрастом около 50—30 тыс. лет назад[25]
- По месту первых раскопок близ города Атбасар в Атбасарском районе получила название атбасарская культура эпохи неолита[26]
- У села Алексеевки (Зерендинский район) найден могильник андроновской культуры. Реконструкцию облика андроновского человека по черепу из этого могильника осуществил М. М. Герасимов[27]

## Акимы
1. Браун, Андрей Георгиевич (1992—1997)
2. Карибжанов, Жаныбек Салимович (июль — декабрь 1997).
3. Гартман, Владимир Карлович (декабрь 1997 — сентябрь 1998)
4. Кулагин, Сергей Витальевич (сентябрь 1998 — март 2004)
5. Есенбаев, Мажит Тулеубекович (март 2004 — январь 2008)
6. Рау, Альберт Павлович (23 января 2008 — 13 марта 2010)
7. Дьяченко, Сергей Александрович (13 марта 2010 — январь 2012)
8. Кожамжаров, Кайрат Пернешович (21 января 2012 — 21 января 2013)
9. Айтмухаметов, Косман Каиртаевич (январь 2013 — май 2014)
10. Кулагин, Сергей Витальевич (27 мая 2014 — 14 марта 2017)
11. Мурзалин, Малик Кенесбаевич (14 марта 2017 — 19 марта 2019)[28]
12. Маржикпаев, Ермек Боранбаевич (19 марта 2019 — 2 сентября 2023)[29]
13. Ахметжанов, Марат Муратович (с 5 сентября 2023)[30]